# Urs Fischer (artista)
Urs Fischer (Zurigo, 2 maggio 1973) è un artista svizzero.

## Biografia

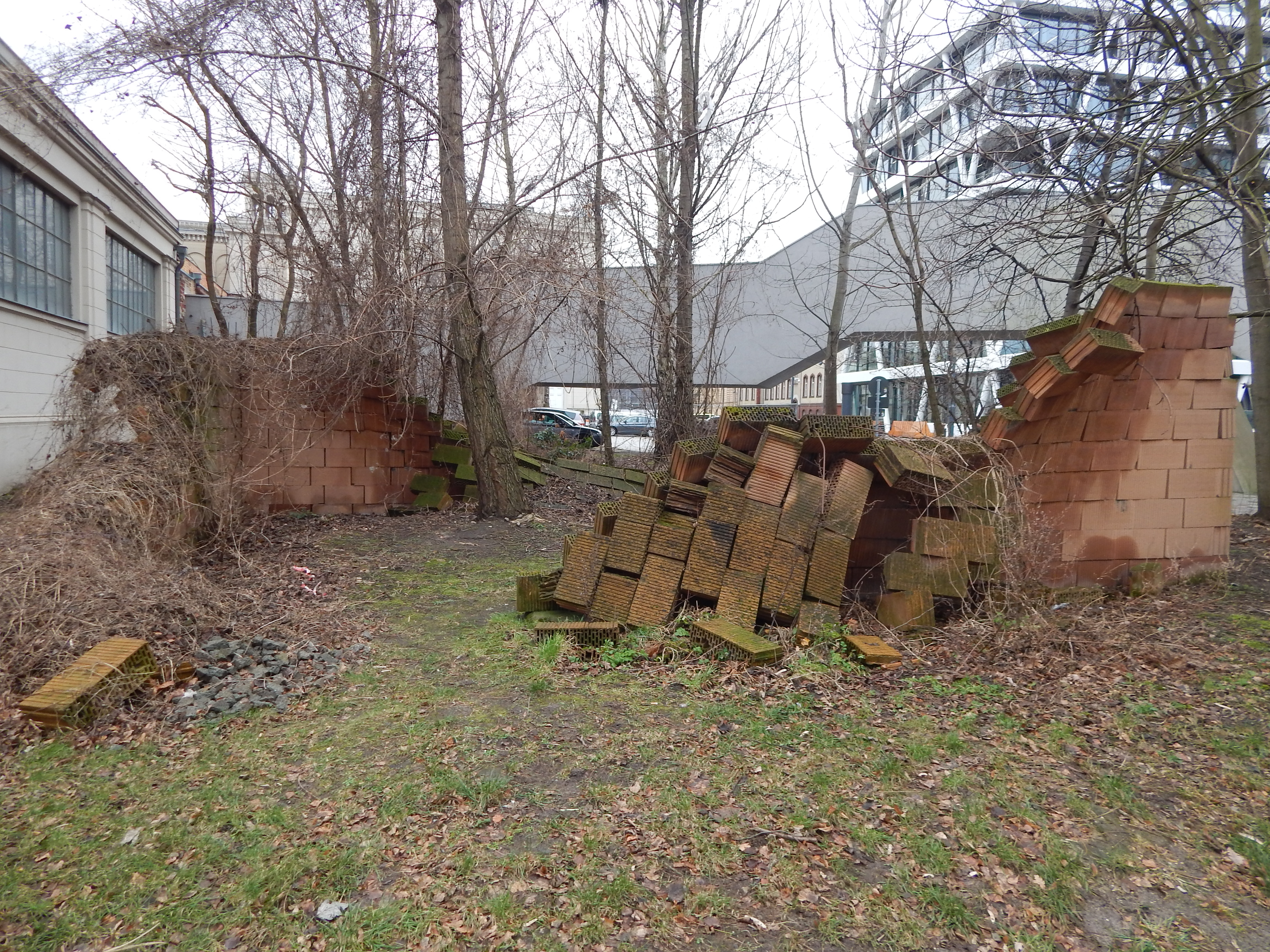
Baked Master's Basket, 1999/2005, Berlino, Nationalgalerie

Urs Fischer nasce nel 1973 a Zurigo da una famiglia benestante, entrambi i suoi genitori erano medici.
Oggi vive e lavora a New York, ed è considerato uno dei più grandi scultori dell'arte contemporanea. Da giovane ha avuto una formazione fotografica che ancora oggi influenza la sua visione artistica, spesso nelle sue opere affronta il tema della rappresentazione e dei suoi limiti.
Tra le influenze più forti della sua arte c'è Hollywood e la cultura di massa, la ritroviamo in molte opere come ad esempio Problem paintings, una collana di immagini in cui l'artista sovrappone immagini di oggetti comuni a fotografie di attori famosi; oppure nella scelta di proiettare film durante le sue mostre. Altra cifra stilistica dell'autore ha a che fare con le dimensioni, con cui l'artista gioca continuamente, ingrandendole a dismisura o miniaturizzandole, per plasmare oggetti e renderli nuovi rispetto all'esperienza quotidiana del pubblico.
La sua scultura parte da dicotomie, dallo studio delle combinazioni degli opposti: realtà e illusione, eternità e istantaneità, violenza e ironia, logica e assurdità. L’artista cerca di catturare un equilibrio instabile il cui significato non è mai completamente definito. L'oggetto viene separato dal suo uso comune e dal suo significato globalmente riconosciuto per trovare nuovo senso nella fantasia del fruitore.
Altro interesse di Fischer è l'opera consumata, distrutta, dal passare del tempo ma anche dalla mano umana. Questo tema è stato presentato ed esplorato più volte dall'artista tra cui alla mostra della Biennale di Venezia e alla mostra Madame Fisscher, curata da Caroline Bourgeois a Palazzo Grassi.
Dalla metà degli anni '90, quando ebbero luogo le sue prime esposizioni, Fischer ha prodotto un vasto numero di oggetti, disegni, collage ed installazioni.  Le sue creazioni spaziano per campi diversi: dal design all'editoria, dalla pittura alla scultura, grazie all'abilità con cui sa lavorare materiali disparati come ad esempio la cera impiegata per le sculture-candela, tra le sue opere più celebri.
Il suo approccio sovversivo nei confronti dell'arte è spesso paragonato a quello dei movimenti della cosiddetta "anti-arte"  come il Neo-Dada, o il Situazionismo.
Nel 2017, in occasione della Biennale d'Antiquariato fiorentina, la sua Big Clay era stata collocata a Firenze davanti a Palazzo Vecchio e aveva dato adito a diverse polemiche, tanto che nel 2018 la scultura era stata vandalizzata e imbrattata con una bomboletta spray. Il dibattito che ha seguito questo gesto ha coinvolto personalità dell'arte ben note tra cui Vittorio Sgarbi.

## Esposizioni
Nel 2007 per un'esposizione alla Gavin Brown’s Enterprise di New York ha scavato un buco nel pavimento della galleria.
Tra le opere più famose troviamo le tre sculture di cera con stoppino, vere e proprie candele, presentate in occasione della Biennale di Venezia: una era una copia esatta del Ratto delle Sabine del Giambologna, una sedia candela e la candela ritratto di Stingel. Le sculture candele sono state accese e si sono consumate durante l'esposizione
Nel 2012 Fischer è il primo artista a cui Palazzo Grassi, di François Pinault, dedica una mostra personale: intitolata Madame Fisscher e dalla durata di tre mesi, l'esposizione viene curata da Caroline Bourgeois. Tra le opere esposte su due piani del Palazzo (circa duemila metri quadri di area espositiva) troviamo lavori inediti e prestiti di oltre dieci collezioni internazionali.
Urs Fischers ha esposto nelle gallerie più prestigiose di tutto il mondo: Museum of Modern Art di New York; Museum of Contemporary Art di Los Angeles (2013); Vanhaerents Art Collection di Bruxelles; Fondation Carmignac di Parigi; Migros Museum für Gegenwartskunst di Zurigo; Museo d'arte della Svizzera italiana di Lugano; 54ª Biennale Arte di Venezia (2011), Kunsthalle Wien di Vienna (2012), Palazzo Grassi di Venezia (2012); Garage Museum of Contemporary Art di Mosca (2013); Fondation Vincent van Gogh di Arles (2016); San Francisco Museum of Modern Art (2017); Galleria Massimo De Carlo di Milano.